# Cyrano z Bergeracu (divadelní hra)
Drama Cyrano z Bergeracu, francouzsky: Cyrano de Bergerac, (1897) je nejvýznamnější divadelní hra francouzského dramatika Edmonda Rostanda.
Světově proslulé veršované drama je charakteristické spojením výrazné postavy, volně inspirované skutečnou osobou Hectora-Saviniena de Cyrano – francouzského spisovatele, a prostředí, čerpající z poutavého historického rámce Francie 17. století.
První český překlad pořídil již v roce 1898 Jaroslav Vrchlický. Samotný Rostand (který ovšem neměl možnost objektivního srovnání) ho označil za rovnocenný s originálem.[zdroj?] Jde patrně o nejcennější Vrchlického překladatelský počin (i pro vzácné souznění překládaného díla s jeho vlastní poetikou). Dalším překladatelem Cyrana do češtiny je Jindřich Pokorný, jehož překlad z roku 1975 je psán poněkud modernějším jazykem. I pro kongeniálnost obou překladů v českém prostředí řada replik ze hry zdomácněla a stala se okřídlenými úslovími („Svůj širák odhazuji v dál…“, „Já nosím v nitru svém své elegance květ…“).

## Nástin děje
Pyšný gaskoňský šermíř Cyrano je beznadějně zamilován do své sestřenice Roxany, ale nejen kvůli svému velkému nosu jí své city nikdy nevyznal.
První scéna se odehrává v burgundském hotelu, kde začíná představení Nevěrná Klára. Je tam Roxana, mladý šlechtic Kristián de Neuvillette a později přichází i Cyrano z Bergeracu. Cyrano přeruší herce Montfleuryho. Divák Valvert je proto rozčilen, že Cyrano přerušil představení a utahuje si ze Cyranova nosu, ale Cyrano ho sráží grácií a se ctí. Uražený Valvert se s Cyranem utká v souboji, Valvert je poražen. Úvodní scéna je asi nejznámější scénou z díla.
Roxana se Cyranovi přizná, že miluje kadeta sloužícího u něj v pluku, hezkého Kristiána. Cyrano chce, aby byla jeho tajná láska šťastná, pomáhá tedy Kristiánovi, jenž je do Roxany také zamilován, psát Roxaně milostné dopisy. Roxana se tak do Kristiána zamiluje ještě více.
Jedenkrát Cyrano Kristiánovi našeptává přímo, Roxana na balkoně je unešena z Kristiánových slov, Cyrana, který jejímu milenci radí, si pochopitelně nevšimla. Cyrano tak dopomůže Kristiánovi k sňatku. Žárlivý hrabě de Guiche, jenž také usiloval o Roxaninu lásku, pošle Kristiána do války, kam odchází i se Cyranem.
Kristián slibuje, že bude Roxaně psát dopisy, ty za něj ovšem píše Cyrano a posílá jich mnoho, i dva denně. Roxana se později vypraví na bitevní pole. Poví Kristiánovi, že miluje krásu jeho duše více, než jeho fyzickou krásu. V bitvě je Kristián smrtelně zraněn, chce, aby se Cyrano přiznal Roxaně, že dopisy jí psal on. Roxana si pak má sama vybrat, koho miluje. Cyrano však své sestřenici nic neřekne, Kristián umírá a ptá se Cyrana, koho si Roxana vybrala, Cyrano mu zalže a poví, že si vybrala jeho.
Po Kristiánově smrti Roxana odešla do kláštera, kde ji Cyrano pravidelně navštěvuje. Cyrano nikdy nepřestal Roxanu milovat. Churavý Cyrano jde navštívit Roxanu, je ale napaden nepřítelem, i tak jde Cyrano navštívit Roxanu. Poprvé se zpozdil. Roxana ho požádala, aby jí přečetl poslední Kristiánův (respektive Cyranův) dopis. Přestože se stmívá, Cyrano „čte“ dopis, který zná nazpaměť, čehož si Roxana všimne, a dojde jí, že Cyranův hlas slyšela i na balkoně, když Cyrano radil Kristiánovi, a pochopí, že Cyrano psal všechny ty dopisy. Roxana zjistila, že celou dobu milovala Cyrana a ne Kristiána, v té chvíli Cyrano umírá.

## Ukázka z Pokorného překladu (1975)
Svůj širák odhazuji v dáli
a s grácií. Tam leží on.
Odkládám svůj plášť opršalý,
sepnutý párem zašlých spon,
a tasím kord. Jen žádný shon,
hned v úvodu boj nerozhodnu,
pointa je mi nad zákon:
na konci poslání vás bodnu!
(Edmond Rostand: Cyrano z Bergeracu. Praha : Odeon 1975, s. 50)

## Filmové adaptace
- 1900 (Cyrano de Bergerac) francouzský němý krátký film. Režie Clément Maurice. V hlavní roli: Benoît Constant Coquelin.
- 1950 (Cyrano z Bergeracu) americký film. Režie Michael Gordon. V hlavních rolích: José Ferrer, Morris Carnovsky.
- 1971 (Cyrano z Bergeracu) - československá televizní adaptace. Režie Jiří Bělka. V hlavních rolích: Jaroslav Satoranský (Cyrano), Martin Štěpánek (Kristián), Jana Preissová (Roxana).
- 1987 (Roxana) americká komedie, film je spíše variací na Cyrana, než adaptací. Příběh se odehrává v moderní době, od své předlohy se velmi liší, mimo jiné i koncem. Režie: Fred Schepisi, hrají: Steve Martin, Daryl Hannah.
- 1990 (Cyrano z Bergeracu) francouzský film. Režie Jean - Paul Rappeneau, v hlavních rolích: Gérard Depardieu, Anne Brochet, Vincent Perez, Jacques Weber.
- 2010 Fejs z cyklu Nesmrtelní. Slovenský seriál Nesmrtelní zadaptoval díla klasických autorů, velmi volně, a převedl je do moderního Slovenska. Režie: Róbert Šveda. Hrají: Adrian Jastraban.
- 2018 Edmond. Francouzský film natočený podle divadelní inscenace téhož režiséra vypráví o vzniku díla Cyrano z Bergeracu. Francie. Režie: Alexis Michalik. Hrají: Thomas Soliveres.
- 2021

## Rozhlasové adaptace
- 1940 Edmond Rostand: Cyrano z Bergeracu, překlad a rozhlasová úprava Mariena Rázusová-Martáková, režie Janko Borodáč. Hráli: Cyrano de Bergerac (dr. Ján Jamnický), Roxana (Mária Bancíková), Kristián (Mikuláš Huba) a další členové SND. Natočeno 1940. Premiéra Slovenský rozhlas Bratislava 18. 3. 1940[1]
- 1955 Edmond Rostand: Cyrano z Bergeracu, překlad Jaroslav Vrchlický, úprava veršů Jindřich Hořejší, rozhlasová úprava Věra Bernášková, scénická hudba Miloš Smatek, orchestr řídí Josef Čech, dramaturg Dalibor Chalupa, režie Přemysl Pražský. Osoby a obsazení: Cyrano z Bergeracu (Karel Höger), Roxana (Vlasta Fabianová), Kristián de Neuvilette (Miroslav Doležal), hrabě de Guiche (Václav Voska), Ragueneau (Zdeněk Hodr), Le Bret (František Hanus), De Valvert (Emil Konečný), Ligniére (Bedřich Bobek) a kapitán Carbon de Castel-Jaloux (Jaroslav Seník), Dueňa (Jaroslava Drmlová), Markéta (Jaroslava Vacková), Československý rozhlas[2].
- 2015 Edmond Rostand: Cyrano de Bergerac, překlad: Jaroslav Vrchlický, rozhlasová úprava a režie Tomáš Vondrovic, dramaturgie Hynek Pekárek. hrají: Cyrano de Bergerac (Jiří Langmajer), Kristian de Neuvillette (Daniel Bambas), Hrabě de Guiche (Otakar Brousek mladší), Ragueneau (Milan Stehlík), Le Bret (Jaromír Meduna), Kapitán Carbon de Castel Jaloux (Jan Novotný), Ligniére (Hanuš Bor), De Valvert (Martin Písařík), Montlfeury (Jiří Žák), Bellerose (Zdeněk Hess), Cuigy (Martin Zahálka), Brissaille (Marek Holý), Nespokojenec (Václav Knop), Dlouhoprsťák (Filip Kaňkovský), Roxana (Kateřina Lojdová), mušketýr (Vilém Udatný), první básník (Svatopluk Schuller), druhý básník (Viktor Dvořák), třetí básník (Jaroslav Šmíd), dueňa (Dana Syslová), Lisa, žena Ragueneaua (Lucie Juřičková), první kadet (Jan Szymik), druhý kadet (Jiří Racek), třetí kadet (Tomáš Karger), čtvrtý kadet (Tomáš Kobr), páže (Tomáš Havlínek) a další. Premiéra 26. prosince 2015, Český rozhlas[3]

## Citát
| „                 | Divadelní Praha byla velmi zvědavá na vinohradského "Cyrana". Valná část obecenstva měla ještě v živé paměti Cyrana Vojanova. Moje pozice tedy nebyla nikterak lehká...Ve druhém jednání, po představování kadetů, náhle zabouřil hledištěm hromový, spontánní potlesk. Nabyl jsem tím ještě větší odvahy a síly. Úspěch se proměnil v nadšené ovace, jež nebraly konce. Kvapil, který se vrátil z Paříže na premiéru, mne objal, herci mne líbali, technický personál tančil. Oponář hlásil s pýchou d v a a d e v a d e s á t opon. Stejskal zářil, všichni jsme byli šťastni. | “ |
| — Zdeněk Štěpánek | |   |

## Zajímavost
V roce 1897, kdy Edmond Rostand uvedl hru poprvé v Théâtre de la Porte-Saint-Martin, byla otevřena v Paříži nová ulice. Ta byla pojmenována na její počest Rue Cyrano-de-Bergerac.